# Elment az öszöd
Az Elment az öszöd 2013-ban bemutatott magyar politikai filmdráma Dézsy Zoltán rendezésében Sás Péter, Szabó Sipos Barnabás, Fésűs Nelly és Ujlaki Dénes főszereplésével. A film utalásokkal élve mutatja be Gyurcsány Ferenc elképzelt bírósági tárgyalását és a 2006-os őszödi beszéd okozta felzúdulást. A film kedvezőtlen fogadtatásban részesült, bár a témát később újra megfilmesítették Elk*rtuk címmel, amelynek rendezését a brit Keith English végezte.
A film miatt Gyurcsány Ferenc személyiségi jogi pert indított a rendező Dézsy Zoltán ellen, ám a pert elvesztette.

## Szereplők
| Szereplő                          | Színész                   |
| --------------------------------- | ------------------------- |
| Miniszterelnök (Gyurcsány Ferenc) | Sás Péter                 |
| László                            | Szabó Sipos Barnabás      |
| Bacsó                             | Ujlaki Dénes              |
| Tanácsadónő                       | Császár Angela            |
| Bea                               | Fésűs Nelly               |
| Gyuszi úr                         | Benkóczy Zoltán           |
| Szürke úr                         | Pethes Csaba              |
| Madár                             | Ignátz Attila             |
| Főszerkesztő                      | Maros Sándor              |
| Ügyvéd                            | Emődi Norbert             |
| Bírónő                            | Holler Márta              |
| Politikus                         | Kiss László               |
| Fogvatartott                      | Száva Lajos               |
| Fegyőr                            | Hajnal Zsolt              |
| Adrienn                           | Kalmár Adrienn            |
| N/A                               | Boroznaki Árpád           |
| N/A                               | Fülöp-Monroe Katalin      |
| N/A                               | Gyulai György             |
| N/A                               | Gombolínó Havasi Viktória |
| N/A                               | Hegyessy Viktor           |
| N/A                               | Illés Gabriella           |
| N/A                               | Juhász Samu               |
| N/A                               | Kozák György              |
| N/A                               | Menyhárt Károly           |
| N/A                               | Máté Gábor                |
| N/A                               | Nyilas Márk               |
| N/A                               | Somossy Barbi             |
| N/A                               | Szendrődi István          |
| N/A                               | Szuhi János               |
| N/A                               | Zsohár István             |

## Forgatás
A film a Nemzeti Kulturális Alap 5 millió forintos támogatásával valósult meg.

## Vélemények a filmről
Az origo.hu hírportál kritikája a következőképp értékeli az Elment az öszöd c. filmet „Nem azért rossz az Elment az öszöd című film, mert kevés pénzből készült, hanem mert nincs egy épkézláb állítása sem a közelmúlt egyik legfontosabb közéleti eseményéről. Vizuális analfabetizmus keveredik belterjes utalásokkal, némafilmbe illő színészi alakításokkal.” A kritika kiemeli, hogy a film az utalások szintjén van, zavaros összeesküvés-elméleteket vonultat fel és teljesen érthetetlen szálak szövődnek a cselekménybe, mint például egy újságíró szeretője, akinek szerepe szinte funkciótlan a filmben.
Az IMDB filmportálón a film értékelése jelenleg[mikor?] 1,2 csillagon áll az értékelők 80%-os szavazati aránya alapján.
A Heti Világgazdaság kritikája szerint a film egyfajta „hibrid,” amelyben találkozik a kabarébohózat, Bayer Zsolt publicisztikája, valamint Emir Kusturica filmjeinek zeneistílusa. A filmidő lassú és unalmas, a cselekmény semmitmondó, ahogy a dialógusok is, amelyekben érthetetlen, sablonos kérdések hangzanak el. A flashbackekben feltűnő szereplők cselekvés nélkül beszélnek, a főszereplő szerepe szinte ismeretlen marad. Az utalások tartalma végig ismeretlen marad, hiányoznak az emberi gesztusok. Ugyanezen kritika szerint az Uránia Nemzeti Filmszínházban, ahol először bemutatták a filmet, minimális számú közönség tekintette meg, de sokuk nem nézte végig a filmet.

## A Gyurcsány-Dézsy per
A volt miniszterelnöki Gyurcsány Ferenc személyiségi jogainak megsértésére hivatkozva pert indított a filmrendező Dézsy Zoltán ellen és egymillió forintos nemvagyoni kártérítésre tartott igényt. Elsőfokon a volt miniszterelnök elvesztette a pert Dézsyvel szemben. Gyurcsány Ferenc sérelmezte, hogy a filmben az őt alakító színészt megbilincselték, ám a bíróság indoklásában elmondta, hogy a belefér a művészi, alkotói szabadságba, ha egy közszereplőt bilincsben mutatnak. Dézsy egyébként a tárgyaláskor indítványozta Gyurcsány Ferenc ideg-elmeorvosi igazságügyi szakértővel történő kivizsgálását, annak megállapítására, fennáll-e cselekvőképességét kizáró ok, illetve hogy rászorul-e gondnok felügyeletére, ám a bíróság ezt sem találta indokoltnak.
Az elsőfokú döntést a felperes fellebbezése követte és az ügy másodfokon a Fővárosi Törvényszék elé került. Gyurcsány Ferenc szerint Dézsy filmje annyira bántó és sértő, hogy arra semmiféle társadalmi igény sincs, nem szolgál közcélt, így az Elment az öszöd személyiségi jogi jogsértés megállapítására alkalmas. A Fővárosi Törvényszék azonban helybenhagyta az elsőfokú ítéletet. Szóbeli indoklásában a véleménynyilvánítás és az alkotói szabadság védelmét emelte ki.
A volt miniszterelnök ennek ellenére továbbra is kitartott amellett, hogy személyében sérti őt a film, ezért ügyét a Kúria elé vitte. A per végül azzal zárult, hogy a Kúria is helybenhagyta a jogerős másodfokú ítéletet.